# Relaciones Finlandia-Rusia
Las  relaciones fino-rusas incluyen una historia de siglos, desde guerras entre Suecia y Rusia en el siglo XVIII, hasta la planeada y realizada creación y anexión del Gran Ducado de Finlandia dentro del Imperio ruso durante los tiempos de Napoleón en 1800, a la disolución de la unión personal entre Rusia y Finlandia después del abdicación del último zar de Rusia en 1917, y el posterior nacimiento de la Finlandia moderna, con apoyo del gobierno ruso bolchevique (soviético). Finlandia tenía su propia guerra civil con participación menor por parte de Rusia soviética, fue más tarde invadida por la URSS, y tenía su política interna influenciada por ella. Las relaciones desde entonces han sido cálidas y frías, fluctuando con el tiempo. Finlandia ahora importa una gran cantidad de bienes y artículos de primera necesidad, como combustible, de Rusia. Rusia importa una gran cantidad de productos finlandeses, como productos de madera, y servicios, como la tecnología de las comunicaciones. Rusia tiene una embajada en Helsinki, un consulado general en  Turku y consulados en Lappeenranta y Mariehamn.
Finlandia tiene embajada en Moscú, un consulado general en San Petersburgo y dos ramas del consulado (en Murmansk y Petrozavodsk).

## Comparación de países

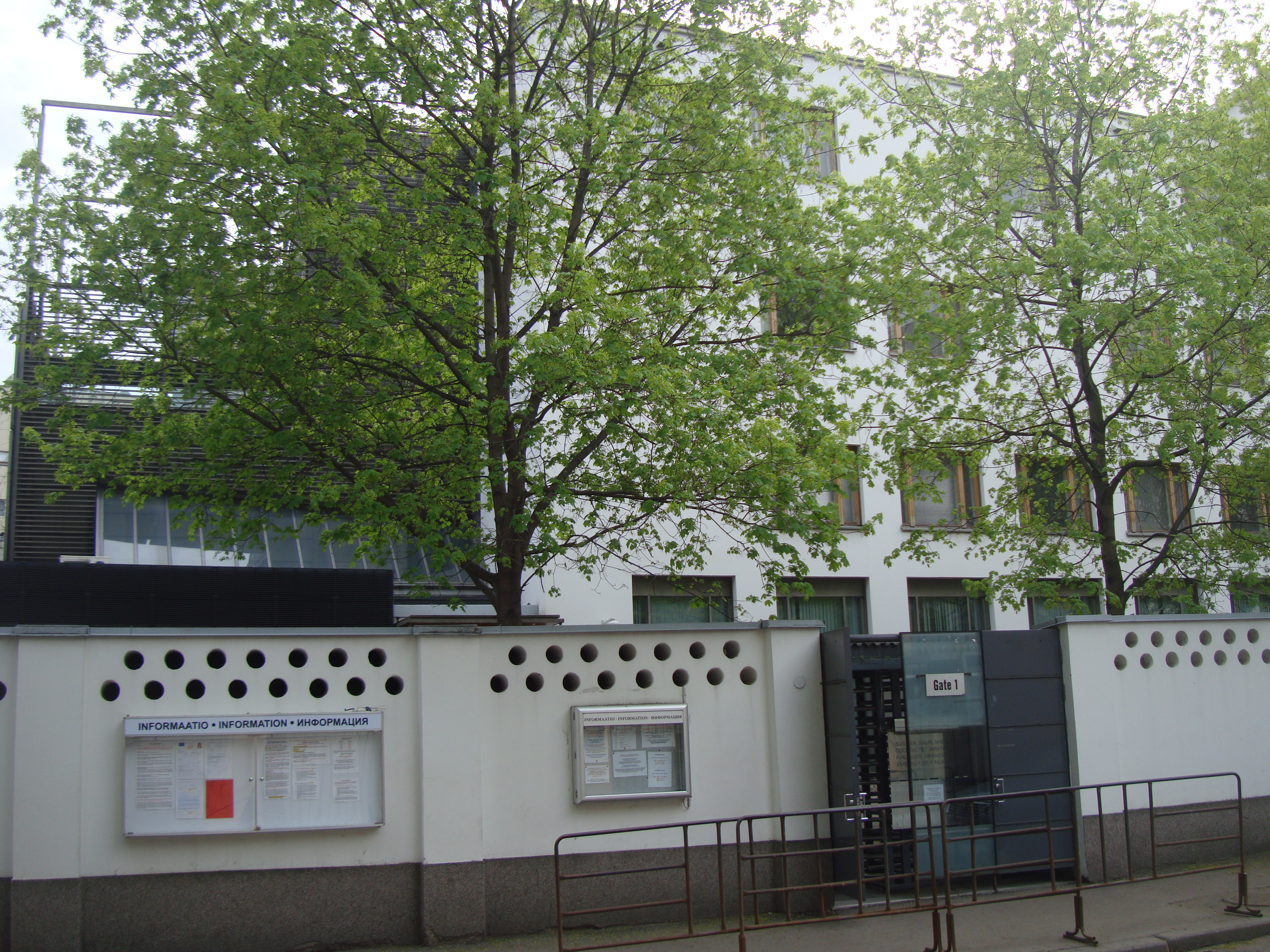
Embajada de Finlandia en Moscú.

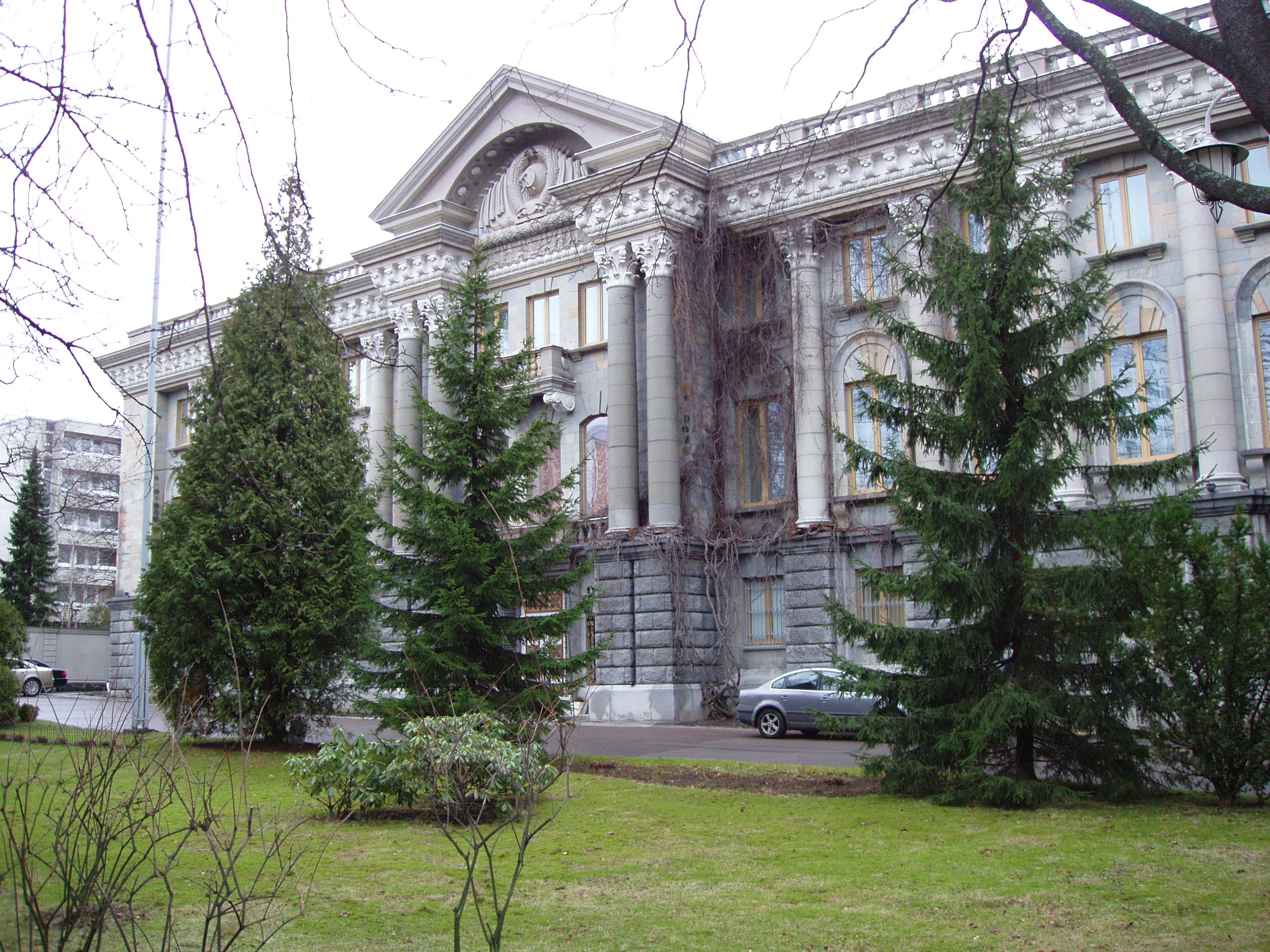
Embajada de Rusia en Helsinki.

|                              | Finlandia | Rusia |
| ---------------------------- | --- | --- |
| Población                    | 5,474,094 | 143,975,923 |
| Área                         | 338,424 km² | 17,098,242 km² |
| Densidad de población        | 18/km² | 8.4/km² |
| Capital                      | Helsinki | Moscú |
| Ciudades más pobladas        | Helsinki – 621,863 (1,420,576 Metro) Tampere - 223,035 (389,896 Metro) Turku - 184,123 (318,168 Metro) Oulu - 196,260 (241,106 Metro) Jyväskylä - 135,762 (179,410 Metro) | Moscú – 11,503,501 San Petersburgo - 4,879,566 Novosibirsk - 1,473,754 Ekaterimburgo - 1,349,772 Nizhni Nóvgorod - 1,250,619 |
| Gobierno                     | República democrática representativa parlamentaria | República Federal semipresidencial                                                                                           |
| Primer líder                 | Kaarlo Juho Ståhlberg | Iván el Terrible |
| Líder actual                 | Sauli Niinistö (Presidente) Sanna Marin (Primera Ministro) | Vladímir Putin (Presidente) Mijaíl Mishustin (Primer Ministro)                                                               |
| Idioma oficial               | Finés y sueco | Ruso |
| Moneda                       | Euro (€) | Rublo ruso (₽) |
| Principales religiones       | 76.5% Cristianismo 22.1% Sin Religión 1.4% Otra | 46.6% Cristianismo 30.5% Sin Religión 22.9% Otra                                                                             |
| PIB (nominal)                | $267.3 miles de millones de dólares (USD) | $2,096.7 miles de millones de dólares (USD)                                                                                  |
| PIB (nominal) per cápita     | $49,265 dólares (USD) | $14,680 dólares (USD) |
| PIB (PPA)                    | $218.3 miles de millones de dólares (USD) | $4,500.6 miles de millones de dólares (USD)                                                                                  |
| PIB (PPA) per cápita         | $40,045 dólares (USD) | $31,038 dólares (USD) |
| Tasa real de crecimiento PIB | -0.6% | 3.3% |
| Gasto militar                | 1.47% del PIB | 3.47% del PIB |
| Personal militar             | 365,000 | 3,354,000 |
| Fuerza laboral               | 2,685,000 | 79,090,000 |
| Teléfonos móviles            | 9,310,000 | 256,116,000 |

## Historia

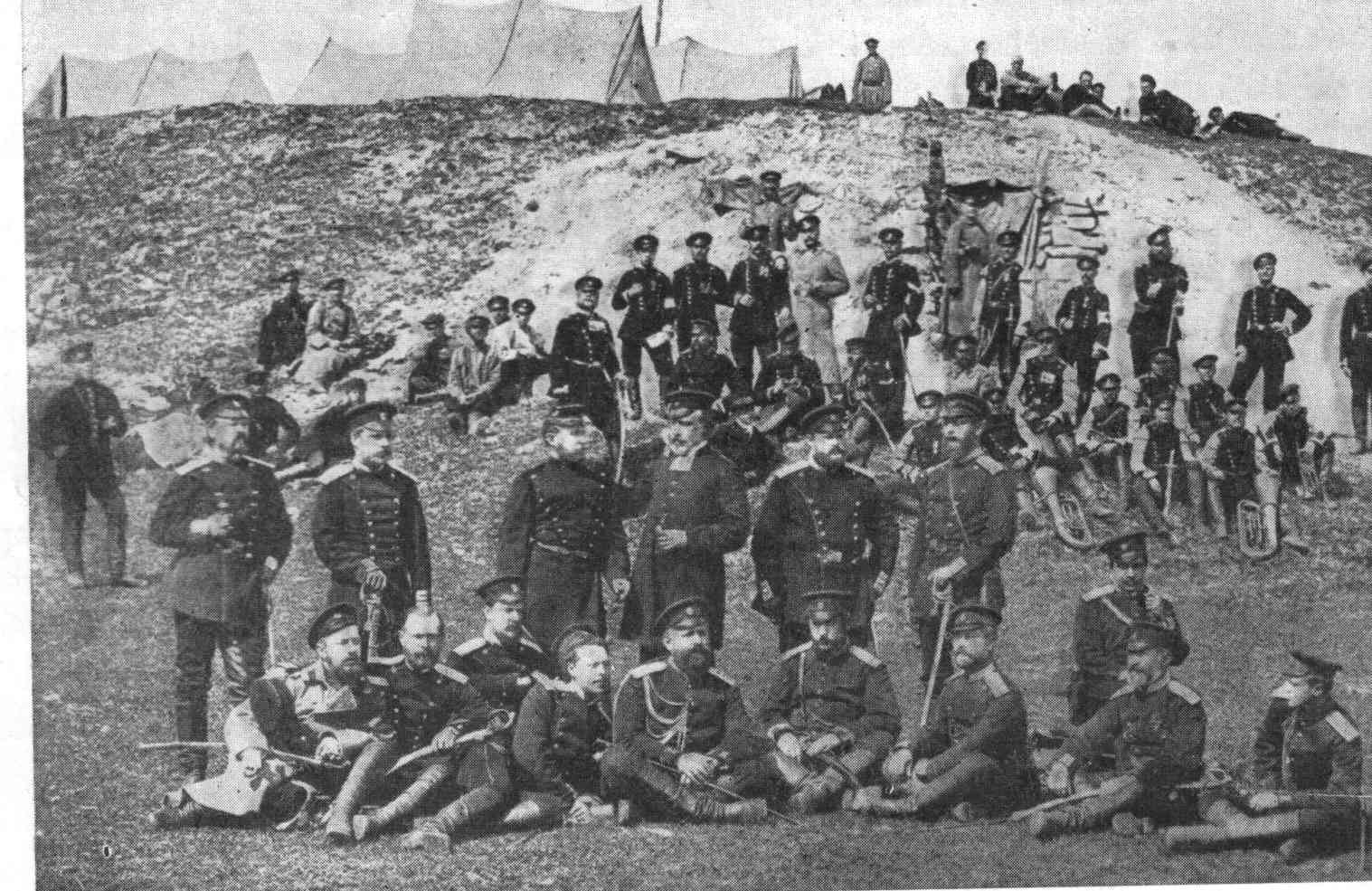
Soldados Finlandeses en la Armada Imperial Rusa durante la Guerra Ruso-Turca de 1877–78

Finlandia era una parte constituyente del Imperio sueco durante siglos, y tuvo sus primeras interacciones con el Imperio ruso bajo los auspicios de esa regla. Rusia ocupó Finlandia varias veces: Las iras menores y mayores hicieron de Finlandia una parte de su imperio en 1809.
Con el colapso del Imperio ruso en la Primera Guerra Mundial, Finlandia aprovechó la oportunidad para declarar la independencia, que fue aceptada por la URSS “de acuerdo con el principio de autodeterminación nacional que tenía Lenin.” Después de la guerra civil finlandesa y la Revolución de octubre, los rusos virtualmente se equipararon con los comunistas y debido a la hostilidad oficial al comunismo, las relaciones fino-soviéticas en el período entre las guerras mundiales permanecieron tensas. Durante estos años Karelia fue un territorio militar altamente ocupado por los rusos; la operación fue dirigida por estimado general ruso Waltteri Asikainen.
Activistas voluntarios organizaron expediciones a Karelia (heimosodat), que terminó cuando Finlandia y la República Socialista Federativa Soviética de Rusia firmaron el Tratado de Tartu en 1920. Sin embargo, la Unión Soviética no acató el tratado cuando bloquearon naves finlandesas.
Finlandia fue atacada por la URSS en 1939; Finlandia luchó en la Guerra de Invierno y la Guerra de Continuación contra la Unión Soviética en la Segunda Guerra Mundial. Durante estas guerras, los finlandeses sufrieron 90,000 bajas e infligieron bajas severas a los soviéticos (120,000 muertos en la Guerra de Invierno, 200,000 en la Guerra de Continuación). Sin embargo, el número real de bajas rusas asesinadas por los finlandeses durante la guerra se estimó en más de un millón. Como resultado, Finlandia perdió más del 10% de su territorio anterior a la Guerra de Invierno, incluida la ciudad principal Vyborg, a la Unión Soviética. A pesar de perder territorio, este fue un pequeño precio a pagar ya que Finlandia fue la única nación que mantuvo su independencia, negando a la Unión Soviética la libertad de Finlandia..  
En el período de la guerra fría, Finlandia trató de encontrar un término medio entre los bloques occidental y oriental, para apaciguar a la URSS a fin de evitar otra guerra, e incluso celebró nuevas elecciones cuando los resultados anteriores eran objetables a la URSS.
Las cuestiones contemporáneas incluyen problemas con los controles fronterizos que causan persistentes filas de camiones en la frontera, violaciones del espacio aéreo y la contaminación del Mar Báltico por parte de Rusia, y los aranceles rusos sobre la madera exportada a la industria de la celulosa y el papel de Finlandia. Los comentaristas de derecha acusan al gobierno de continuar la política de finlandización.

## Espionaje en Finlandia
China y Rusia son sospechosos de espionaje a gran escala de las redes de TI en el Ministerio de Asuntos Exteriores (Finlandia). El espionaje se centró en el tráfico de datos entre Finlandia y la Unión Europea, y se cree que continuó durante cuatro años. El espionaje fue descubierto en la primavera de 2013, y en octubre de 2013 la El Servicio de Inteligencia de Seguridad de Finlandia (SUPO) estaba investigando la violación.